# ارسلان علیجانی منفرد
ارسلان علیجانی منفرد زاده ۳۰ شهریور ۱۳۵۹، تبریز بازیکن و مربی اسبق تیم ملی اسکیت هاکی ایران است. مؤسس، سرمایه‌گذار و مدیرعامل مجتمع ورزشی سایمان (اولین مجموعه تفریحی ورزشی تبریز و بزرگ‌ترین پیست اسکیت استاندارد خاورمیانه). او بیش از صد عنوان قهرمانی باشگاهی، استانی، کشوری و بین‌المللی در رشته‌های اسکیت هاکی و سرعت را در کارنامه خود دارد.

## تحصیلات و مدارک
- کارشناس مهندسی کشاورزی از دانشگاه آزاد اسلامی
- مدرک مربیگری سطح level 1 از کشور هنگ کنگ
- مدرک داوری سطح A از کشور هنگ کنگ

## آغاز فعالیت ورزشی
ارسلان منفرد فعالیت تخصصی خود را در رشته اسکیت سرعت از سال ۱۳۷۲، در تهران آغاز کرد. پس از مدتی با توجه به علاقه‌اش به کار گروهی فعالیت در رشته اسکیت هاکی را به صورت تخصصی‌تر ادامه داد. او با تیم تبریز در مسابقات حاضر شد و پس از ورود به دانشگاه تیم دانشگاه آزاد شبستر را تشکیل داد و با همان تیم به مقام سوم مسابقات کشوری رسید.

## حضور در مسابقات و کسب عناوین بین‌المللی
ارسلان منفرد از سال ۱۳۸۳ به اردوی تیم ملی سرعت جهت اعزام به مسابقات ژاپن دعوت شد و از سال ۱۳۸۴ عضو ثابت تیم ملی هاکی و در سال ۱۳۹۳ به مدت یک سال مربی تیم ملی بوده‌است.
- سال ۱۳۷۹- مقام دوم کشوری اسکیت سرعت
- سال ۱۳۸۴- عضو تیم ملی هاکی اعزامی به مسابقات آسیایی کشور کره جنوبی شهر جیانجو مقام پنجم آسیا (بازیکن)
- سال ۱۳۸۴- عضو تیم نماینده اسکیت هاکی ایران اعزامی به مسابقات باشگاهی جهان هنگ کنگ و کسب مقام هفتم جهان (بازیکن)
- سال ۱۳۸۵- مقام سوم لیگ هاکی ایران
- سال ۱۳۸۶- مقام سوم لیگ اسکیت هاکی ایران
- سال ۱۳۸۶- عضو تیم ملی هاکی اعزامی به مسابقات آسیایی کشور هند و کسب مقام سوم آسیا (بازیکن)
- سال ۱۳۸۸- عضو تیم اسکیت هاکی سیلوان اعزامی به مسابقات باشگاهی جهان هنگ کنگ و کسب مقام پنجم جهان (بازیکن)
- سال ۲۰۱۰- مقام نایب قهرمانی اسکیت هاکی آسیا در کشور چین، شهر دالیان (بازیکن)
- سال ۲۰۱۱- حضور در مسابقات جام جهانی ایتالیا به عنوان کسب مقام پانزدهم (بازیکن)[۴]
- سال ۲۰۱۲- حضور در مسابقات آسیایی چین و کسب مقام سوم آسیا
- سال ۲۰۱۴- حضور در مسابقات جام جهانی آلمان کسب مقام شانزدهم جهان (بازیکن)[۵]
- سال ۲۰۱۴- عضو تیم نماینده اسکیت هاکی ایران حضور در مسابقات upper puck فرانسه
- سال ۲۰۱۶- حضور در مسابقات آسیایی چین و کسب مقام سوم آسیا
- سال ۲۰۱۸ حضور در تیم ملی ترکیه (مربی)
- سال ۱۳۹۸ سر مربیگری تیم فرش ماهور تبریز و کسب مقام قهرمانی در لیگ برتر اسکیت هاکی کشوری[۶]

## کتاب‌ها
تاریخچه هاکی و اسکیت در ایران و جهان ۱۳۹۷

## خارج از اسکیت
ارسلان منفرد علاوه بر ورزش در تجارت نیز داری سوابق موفقی است. راه اندازی شرکت تبلیغاتی خود به نام کانون تبلیغاتی ساروین در سال ۱۳۷۹ و بیش از یک دهه فعالیت در زمینه تبلیغات و طراحی نمایشگاهی، هم‌چنین تصمیم به احداث مجتمع تفریحی ورزش سرپوشیده در تبریز در سال ۱۳۸۴ و ساخت و افتتاح آن با هزینه شخصی در سال ۱۳۹۳ به عنوان اولین مجموعه تفریحی ورزشی سایمان تبریز در پارک ایل گلی (دارای بخش‌های رستوران سنتی، سالن بیلیارد، سرزمین بازی کودک، خانه تولد، کافی شاپ و سالن بازی‌های کامپیوتری و رینگ اسکیت) می‌توان نام برد.